# Social Market Foundation
La Social Market Foundation (SMF) est un groupe de réflexion (think tank) britannique. Il se présente comme indépendant et consacré au sujet des politiques publiques, œuvrant aux fins de « faire progresser l'éducation du public dans les sciences économiques, sociales et politiques », et de « défendre les idées mariant une orientation 'pro-marché' avec un souci de justice sociale ».
Réputé influent, promouvant des idées politiques basées sur le concept d'économie sociale de marché, son siège est basé à Londres et plus précisément à Westminster au 11 Tufton Street, non loin du 55 Tufton Street (adresse connue pour son implication dans la campagne référendaire pro-Brexit), dans une rue où l'on trouve une grande concentration de think tanks libéraux/libertariens. Il a été parmi les premiers à faire partie du Réseau de Stockholm.

## Histoire
Social Market Foundation a été fondée en 1989. 
Bien que se présentant comme indépendant, il ne cache pas ses bases idéologiques libérale, libertarienne de droite, avec une teinte plus sociale ; il a été cité comme « le groupe de réflexion préféré de John Major », et deux anciens directeurs, Rick Nye et Daniel Finkelstein ont ensuite travaillé pour le Parti conservateur. 
Dans les années 1990, il s'est rapproché du New Labour, avec Gordon Brown prononçant un discours sur les «marchés sociaux» à la Fondation en 2003, et SMF publiant un article de Gordon Brown en 2004. 
En 1997, Helen Disney (ancienne journaliste, et alors directrice adjointe de la Social Market Foundation), dans un contexte de croissance rapide en Europe du nombre groupes de réflexion dits « axés sur le marché »  crée le réseau de Stockholm (qui regroupe en 2021 plus de 120 thing-tanks libertariens situés dans près de 40 pays d'Europe, hormis un basé en Turquie (Association for Liberal Thinking) et un autre en Israël (Jerusalem Institute for Market Studies).
En 2001, Robert, Lord Skidelsky a été remplacé à la présidence par David, Lord Lipsey. Il a été associé à certaines des politiques du New Labour, en particulier les questions de réforme de la fonction publique.
En 2010, Mary Ann Sieghart, journaliste spécialisée dans les affaires politiques et sociales, a succédé à la présidence (en septembre).
Début 2021, ce thing-tank emploie quatorze personnes.

## Objectifs politiques
Le SMF s'est donné comme mission de travailler sur la politique publique nationale, en particulier sur les services publics et le bien-être. 
La majorité de ses publications sont axées sur les questions relatives à l'éducation, aux soins de santé et à l'emploi. D'autres concernent des sujets variés (ex : tarification routière, les casinos, politique énergétique...).

## Gouvernance
La SMF est dirigé (en 2021) par James Kirkup (ancien journaliste et commentateur politique). Celui-ci s'appuie sur un conseil consultatif politique de vingt membres, qui à partir de 2018 comprenait les députés Stephen Kinnock, Norman Lamb, Chris Leslie, Alison McGovern, Tom Tugendhat, Chuka Umunna et John Woodcock.
Selon la SMF, chaque projet est évalués, devant répondre aux critères et objectifs caritatifs et stratégiques de la Fondation. Le conseil d'administration comprend des parlementaires de trois partis et des personnalités du journalisme, des finances, du droit et des affaires. Ils sélectionnent les projets et les décisions concernant les bailleurs de fonds.
Ces derniers signent un engagement garantissant l'indépendance éditoriale de la SMF qui est seule responsable et propriétaire de ses analyses et conclusions ; la SMF dit refuser l'argent qui serait subordonné ou lié à des contacts avec des personnalités politiques.

## Statut juridique
La Social Market Foundation (SMF) est une société à responsabilité limitée par garantie enregistrée en Angleterre et au Pays de Galles. Elle est aussi un organisme de bienfaisance.

## Financements, ressources, dépenses
La SMF affirmer avoir le contrôle éditorial de toute sa production et se montre transparence sur ses bailleurs de fonds (listés par années sur le site Internet de la Charity Commission.

## Influence
Le SMF est réputé être l'un des « douze meilleurs think tanks britanniques ». Il a été désigné « Think Tank britannique de l'année » par Prospect en 2012.

#### Personnages liés au [55 Tufton Street
- Margaret Thatcher
- Dominic Cummings
- Duncan Madsen Pirie (cofondateur et président actuel, en 2021) de l’Adam Smith Institute.
- Matthew Elliott (lobbyiste et stratège politique)